# Just Say Ozzy
Just Say Ozzy — концертный альбом британского рок-музыканта Оззи Осборна, выпущен 17 марта 1990 года и переиздан 22 августа 1995 года. Он содержит песню «Shot in the Dark», впервые записанную в эру Джейка И. Ли, которая, по словам Осборна, является его предпочтительной версией трека.
Хотя в буклете указано, что альбом был записан в лондонской академии «Brixton», данный концерт не был задокументирован официально, также учитывая, что в зале слышались крики не британской толпы. Действительно, сравнивая шумы толпы на данном мини-альбоме и с MTV-шоу Осборна, собранного с концертов в Philadelphia Spectrum в 1989 году, они практически похожи[стиль]. Музыка, однако, была перезаписана в студии Electric Lady в Нью-Йорке с инженером Адамом Йеллином, а шум зала и некоторые песни остались из «живой» записи.
С тех пор альбом был вырезан из каталога продаж Оззи Осборна, не был ни ремастерирован, ни переиздан, а в некоторых случаях даже не перезаписан наряду с остальными альбомами Осборна (исключая The Ultimate Sin) вплоть до 1995 года. В основном это связано с продолжительной борьбой с Филом Суссаном за права на песню «Shot In The Dark. По этой же причине альбом The Ultimate Sin не был переиздан в 2002 году. Доступны только две версии ремастеров этих альбомов 1995 года.
Just Say Ozzy достиг позиции № 58 в чарте Billboard 200 и обрёл золотой статус 21 июля 1993 года.
Надпись, изображённая на обложке альбома была создана Закком Уайлдом.

## Список композиций
1. «Miracle Man» (Осборн, Уайлд, Дэйсли) — 4:01
2. «Bloodbath in Paradise» (Осборн, Уайлд, Дэйсли, Кастилло, Синклер) — 5:00
3. «Shot in the Dark» (Осборн, Суссан) — 5:33
4. «Tattooed Dancer» (Осборн, Уайлд, Дэйсли) — 3:47
5. «Sweet Leaf» (Осборн, Айомми, Батлер, Уорд) — 3:22
6. «War Pigs» (Осборн, Айомми, Батлер, Уорд) — 8:24

## Участники записи
- Оззи Осборн — вокал
- Закк Уайлд — гитара
- Гизер Батлер — бас-гитара
- Рэнди Кастилло — ударные
- Джон Синклер — клавишные